# Kirill Borissowitsch Tolpygo
Kirill Borissowitsch Tolpygo (russisch Кирилл Борисович Толпыго/ ukrainisch Кирило Борисович Толпиго/ Kyrylo Boryssowytsch Tolpyho; * 3. Maijul. / 16. Mai 1916greg. in Kiew; † 13. Mai 1994 in Donezk) war ein sowjetischer Festkörperphysiker und Hochschullehrer.

## Leben
Tolpygos Vater Boris Nikolajewitsch Tolpygo (1889–1958) war Jurist und Kriegsteilnehmer des Ersten Weltkrieges und Träger des Sankt-Stanislaus-Orden. Er wurde 1923 von der GPU wegen konterrevolutionärer Aktivitäten verhaftet. Dank der Intervention Raymond Poincarés wurde er nicht erschossen, sondern zu 10 Jahren Zwangsarbeit verurteilt (und noch einmal 1947–1957). Infolgedessen wuchs Kirill Tolpygo in der Familie seines mütterlichen Großvaters Borys Bukrejew auf, der anerkannter Mathematiker und Professor an der Universität Kiew war.
Kirill Tolpygo konnte, obwohl er Sohn eines politischen Gefangenen war, an der Universität Kiew Physik mit Abschluss 1939 studieren. Anschließend begann er die Aspirantur im Institut für Physik der Akademie der Wissenschaften der Ukrainischen Sozialistischen Sowjetrepublik (AN-USSR) bei Solomon Pekar in Kiew. Allerdings wurde er im November 1939 zur Roten Armee eingezogen und machte den Deutsch-Sowjetischen Krieg als Artillerist mit. 1941 bei der Jelnja-Offensive im Rahmen der Kesselschlacht bei Smolensk wurde er schwer verwundet.
Anfang 1945 wurde Tolpygo aus der Armee entlassen und zurück in das Kiewer Institut für Physik zur Fortsetzung seiner Aspirantur geschickt. 1949 wurde er zum Kandidaten der Physikalisch-Mathematischen Wissenschaften promoviert und 1962 zum Doktor der Physikalisch-Mathematischen Wissenschaften. 1963 wurde er zum Professor ernannt, und 1965 wurde er Korrespondierendes Mitglied für Theoretische Physik der AN-USSR. Tolpygo arbeitete von 1948 bis 1960 im Institut für Physik und dann bis 1966 im Institut für Halbleiter der AN-USSR, das aus dem Institut für Physik 1960 ausgegliedert worden war. Daneben lehrte er seit 1945 an der Universität Kiew und leitete 1960–1966 den Lehrstuhl für Theoretische Physik.
In seiner Kiewer Zeit entwickelte Tolpygo eine quantenmechanische Theorie der Kristallgitter-Dynamik, die die Verformung der Elektronenhüllen der Ionen berücksichtigt (Tolpygo-Modell). 1950 sagte er die gebundenen Zustände von Photonen und optischen Phononen voraus, die nun als Gitter-Polaritonen bekannt sind. Im Folgejahr erhielt Huang Kun mit einer anderen Methode das gleiche Ergebnis. Später verallgemeinerte er seine Theorie durch Einbeziehung langreichweitiger Coulombwechselwirkungen, um Kristalle mit kovalenter Bindung (z. B. Silicium, Germanium, Diamant), Edelgas-Kristalle und Molekülkristalle beschreiben zu können. Vorhergesagt wurde die Generierung einer elektrischen Welle durch eine elastische Welle im Kristall (Flexoelektrischer Effekt). 1961 sagte Tolpygo die Schallerzeugung durch einen Ladungsträgerstrom voraus, die nun in der Akustoelektronik gut bekannt ist. Tolpygos Theorie erklärte alle Elektron-Phonon-Wechselwirkungen und wurde auf die Theorie der Polaritonen, Farbzentren und Exzitonen in Alkalihalogenid-Kristallen angewendet. Tolpygo untersuchte auch kinetische Phänomene in Halbleitern und entwickelte Theorien insbesondere für die bipolare Ladungsträgerdiffusion, p-n-Übergänge, thermische Gleichrichtung und Oberflächenphänomene.
Während der Tauwetter-Periode schloss Tolpygo sich der Bewegung der Sechziger an und unterzeichnete einen Brief an die sowjetische Regierung zur Verteidigung von Alexander Ginsburg und Juri Galanskow, worauf seine Stellung an der Universität Kiew problematisch wurde. Zu dieser Zeit organisierte Alexander Galkin ein neues Wissenschaftszentrum in Donezk zur Dezentralisierung und Regionalisierung der Wissenschaft in der Ukraine. Galkin überzeugte Tolpygo, nach Donezk zu kommen. So wechselte Tolpygo 1966 an das Donezker Physik-und-Technik-Institut der AN-USSR (seit 1994 Alexander Galkin-Institut für Physik und Technik) und leitete bis 1988 die Abteilung für Theoretische Physik, um danach dort führender Wissenschaftler bis zu seinem Tode zu bleiben.
1965 wurde er Vollmitglied der Akademie der Wissenschaften der Ukrainischen SSR.
1966 gründete er auch den neuen Lehrstuhl für Theoretische Physik an der Staatlichen Universität Donezk, den er zunächst auch leitete. Dazu etablierte er dort 1967 den neuen Lehrstuhl für Biophysik.
In dieser Zeit arbeitete Tolpygo an der Viel-Elektronen-Theorie der Kristalle, um die Elektronen-Korrelationen in der Bandtheorie zu berücksichtigen. Er entwickelte das Modell der metastabilen Frenkel-Exzitonen zur Beschreibung der optischen Absorption und eine mikroskopische Theorie der Tscherenkow-Strahlung. Neben der Festkörperphysik beschäftigte er sich mit Biophysik. Er schlug eine Theorie der Muskelkontraktion vor, die von dem Zerfall des Adenosintriphosphats ausging. Er untersuchte Mutationsmechanismen. Er sagte ein neues Quasiteilchen, das protonische Exziton, voraus und untersuchte dessen Eigenschaften.
Tolpygo war zweimal verheiratet mit jeweils einer Physikerin und hatte vier Kinder, den Mathematiker Alexei, die Musikerin Natalja, den Festkörperphysiker Sergei und den Materialwissenschaftler Wladimir.